# Сумский фарфоровый завод
Сумский фарфоровый завод (укр. Сумський фарфоровий завод) — промышленное предприятие в городе Сумы Сумской области.

## История
В 1960 году Совет министров СССР принял решение о строительстве Сумского завода фарфоровых изделий. Предприятие было построено в 1963 - 1965 гг. в соответствии с семилетним планом развития народного хозяйства СССР и введено в строй под названием Сумский фарфоровый завод.
В мае 1965 года была выпущена первая продукция, всего до конца 1965 года завод выпустил 770 тыс. готовых фарфоровых изделий (сервизы, кружки и сувениры).
В советское время завод являлся одним из ведущих предприятий Сумской области.
В июне 1988 года Совет министров УССР утвердил план технического перевооружения предприятий лёгкой промышленности УССР, в соответствии с которым в 1992 - 1993 гг. предусматривалось расширение Сумского фарфорового завода с увеличением производственных мощностей. Общий объём капитальных вложений должен был составить 10 млн. рублей, но эта программа не была реализована.
В 1990 - 1991 гг. завод выпускал 16 млн. фарфоровых изделий в год.
После провозглашения независимости Украины государственное предприятие было преобразовано в арендное предприятие, в 1994 году - в закрытое акционерное общество.
7 марта 2006 года имела место попытка рейдерского захвата предприятия, 30 - 31 августа 2006 года - попытка силового захвата с применением слезоточивого газа, в рукопашной несколько работников завода получили травмы, но рабочие отбили нападение.
Вступление Украины в ВТО в мае 2008 года (с последовавшим увеличением импорта в страну готовых фарфоровых изделий) и начавшийся в 2008 году экономический кризис осложнили деятельность предприятия. В декабре 2008 года завод перешёл на неполную рабочую неделю, в январе 2009 года была сокращена численность рабочих.
2011 год завод завершил с чистой прибылью 214 тыс. гривен, однако с начала 2012 года ситуация ухудшилась.
По состоянию на начало 2013 года, производственные мощности завода обеспечивали возможность производства 16 млн. фарфоровых изделий 500 наименований в год (но мощности были задействованы не полностью). Кроме того, Сумский фарфоровый завод являлся единственным из трёх действовавших предприятий фарфоро-фаянсовой промышленности Украины, продолжавшим работу в соответствии с советскими ГОСТ 1989 года, в связи с чем выпускаемая им продукция полностью соответствовала требованиям к посуде для медицинских учреждений и успешно экспортировалась (в среднем, на экспорт шло 70% выпускаемой продукции - 62% в Россию, оставшиеся 8% - в Азербайджан, Казахстан и Молдавию).
15 апреля 2013 года «Сумыоблэнерго», «Сумыгаз» и городской водоканал остановили электроснабжение, поставки воды и природного газа на предприятие в связи с наличием непогашенной задолженности за ранее выполненные поставки, в результате производственные процессы на заводе были остановлены, началось увольнение рабочих. По состоянию на 24 апреля 2013 года, на заводе продолжали работу только два небольших участка по сортировке и упаковке ранее выпущенной посуды перед отправкой на склад.
31 мая 2013 года на собрании акционеров было принято решение о ликвидации предприятия в связи с наличием текущих обязательств на сумму 9,1 млн. гривен (в то время как стоимость чистых активов завода составляла 9,5 млн. гривен). 26 ноября 2013 года хозяйственный суд Сумской области признал завод банкротом.
В начале 2017 года было предложено разделить заводскую территорию между собственниками и арендаторами.